# Eremias acutirostris
Espèce
Synonymes
- Scapteira acutirostris Boulenger, 1887
- Scapteira aporosceles Alcock & Finn, 1897

Statut de conservation UICN

 LC  : Préoccupation mineure
Eremias acutirostris est une espèce de sauriens de la famille des Lacertidae.

## Répartition
Cette espèce se rencontre dans le sud-est de l'Iran, dans le sud de l'Afghanistan et dans le nord-ouest du Pakistan.

## Publication originale
- Boulenger, 1887 : Catalogue of the Lizards in the British Museum (Nat. Hist.) III. Lacertidae, Gerrhosauridae, Scincidae, Anelytropsidae, Dibamidae, Chamaeleontidae. London, p. 1-575 (texte intégral).